# Aristòmenes d'Acarnània
Aristòmenes d'Acarnània (en grec antic: Ἀριστομένης) fou un oficial d'Agàtocles, que cap a l'any 205 aC exercia la regència d'Egipte en nom del rei Ptolemeu V Epífanes.
Quan va esclatar la revolta contra Agàtocles l'any 204 aC, Aristòmenes va ser l'únic dels seus amics que va intentar posar fi a la violència, però no va tenir èxit i es va haver d'escapar per no caure mort a mans dels sollevats. Després de la revolta la regència va passar al cap rebel Tlepòlem.
L'any 202 aC els desastres en la lluita contra els selèucides van portar que Aristòmenes fos cridat per a exercir de nou com a regent. Va comportar-se com un dignatari capacitat que es va distingir per l'energia i la saviesa de la seva administració.
El 197 aC els egipcis rebels a Letòpolis i el Baix Egipte van ser derrotats després d'un llarg setge, i dirigits pel faraó rebel Caonnofris es van retirar cap a Tebes i l'Alt Egipte. Es va descobrir un intent de revolta contra el seu govern del general Escopes a Alexandria, amb suport de Dicearc, i els dos caps van ser immediatament executats. Davant tots aquests fets els guardians del rei van decidir declarar-lo major d'edat (26 de novembre del 197 aC)
Encara que Ptolemeu havia assolit directament el govern, Aristòmenes es va continuar ocupant dels afers corrents com a primer ministre i la seva administració era molt ben acceptada pel poble. Finalment el ministre es va fer tant popular que el rei el va obligar a suïcidar-se o el va fer matar el 192 aC. Llavors, Polícrates d'Alexandria, que acompanyava el rei en les festes luxurioses, i era probablement el seu amant, va gaudir tot seguit de la influència principal al govern. En parlen Polibi i Diodor de Sicília.